# Эдвардс, Корнелиус
Корнелиус Боза-Эдвардс (англ. Cornelius Boza-Edwards; 27 мая 1956, Кампала, Уганда) — угандийский боксёр-профессионал, выступавший во второй полулёгкой и лёгкой весовых категориях. Чемпион мира по версии WBC во втором полулёгком весе (8 марта — 29 августа 1981), Европы по версии EBU во втором полулёгком весе (1982) и двукратный претендент на титул чемпиона мира по версии WBC в лёгком весе (1986 и 1987).

## Карьера
Корнелиус Боза-Эдвардс дебютировал на профессиональном ринге 13 декабря 1976 года нокаутировав британского спортсмена Барри Прайса (5-1-2). 27 сентября 1977 года, в своем 10-м поединке, имея на смоем счету девять досрочных побед, потерпел первое поражение от британца Деса Гвильи (1-1-2). 9 августа 1980 года, в своем 29-м поединке, потерпел второе поражение в карьере из-за отказа продолжать поединок от никарагуанца Алексиса Аргуэльо (63-5).
3 марта 1981 года победил единогласным судейским решением мексиканца Рафаэля Лимона (47-10-2) и завоевал титул чемпиона мира во втором полулёгком весе по версии WBC. 30 мая того же года провел единственную успешную защиту титула в бою американцем Бобби Чаконом (45-5-1), победив того ввиду его отказа от продолжения боя. 29 августа того же года проиграл нокаутом в 5-м раунде филиппинцу Роландо Наваррете (41-8-3). 
17 марта 1982 года завоевал титул чемпиона Европы по версии EBU во втором полулёгком весе, победив Карлоса Хернандеса (34-5-4). Затем выиграл ещё несколько рейтинговых поединков. Однако 15 мая 1983 года проиграл единогласным судейским в бою-реванше Бобби Чакону (51-6-1), а в своем следующем поединке, 9 сентября того же года проиграл Рокки Локриджу. 26 сентября 1986 года проиграл пуэрториканцу Эктору Камачо (29-0) в бою за титул чемпиона мира по версии WBC в лёгком весе. 10 октября 1987 года провёл свой последний поединок на профессиональном ринге, на кону стоял титул чемпиона мира по версии WBC в лёгком весе, а его противником был мексиканец Хосе Луис Рамирес (98-6). Бой завершился победой Рамиреса нокаутом в 5-м раунде.